# Hugo Midón

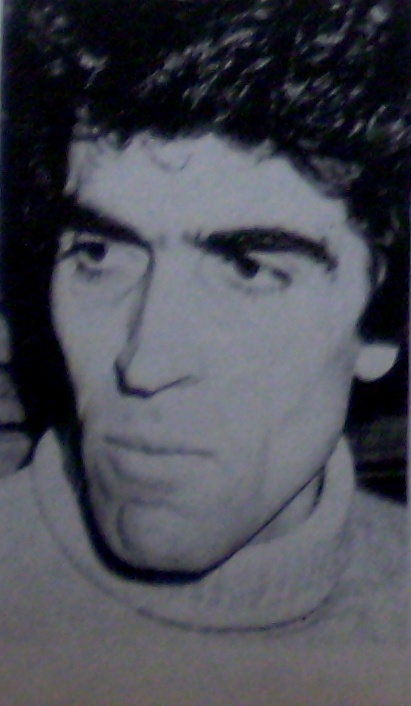
Fotografia de Hugo Midón, extraída do 'Libro de oro del espectáculo argentino', de 1982.

Hugo Midón (27 de fevereiro de 1944 - 25 de março de 2011) foi um escritor de literatura infantil, roteirista e diretor de teatro e ator argentino. Ele se formou no Instituto de Teatro da Universidade de Buenos Aires. Entre as peças que foram encenadas estão Cantando sobre la mesa, El imaginario, Narices e El gato con botas. Midón ganhou inúmeros prêmios durante sua carreira, incluindo o Premio de la Asociación de Cronistas del Espectáculo e o Premio Nacional del Teatro.